# Резиномотор

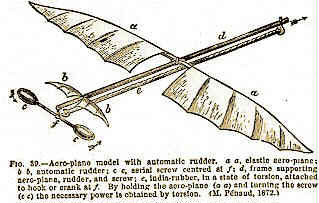
Устройство резиномотора

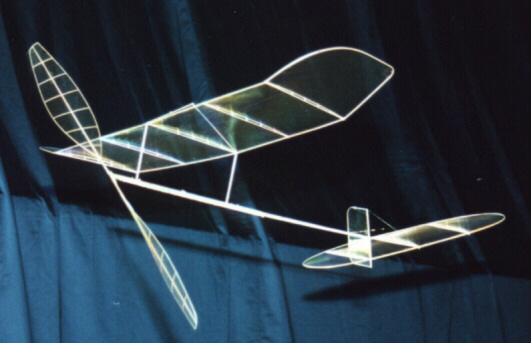
Лёгкая авиамодель с резиномотором, предназначена для полётов только в помещении

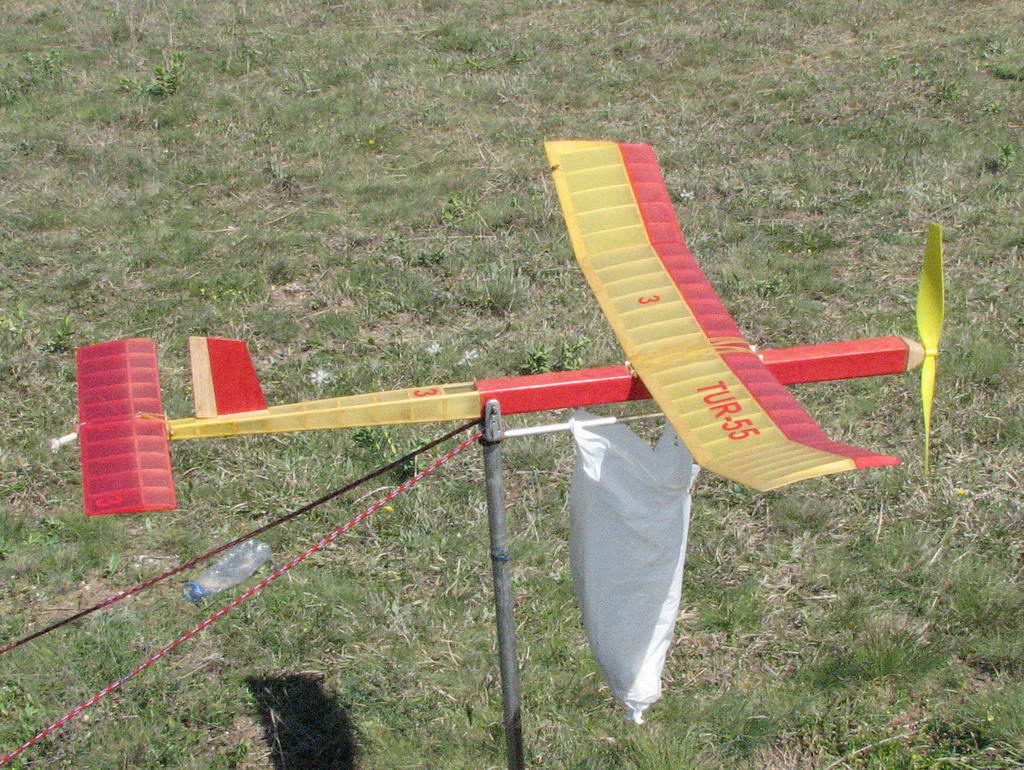
Авиамодель с резиномотором, предназначена для полётов на улице

Резиномотор — простейший двигатель для движущихся моделей. Представляет собой скрученный и (или) растянутый эластичный жгут из одной или нескольких резиновых нитей, один конец жгута закрепляется неподвижно на модели, другой крепится к движителю (пропеллеру, колесу).
Принцип действия основан на свойстве резиновой нити запасать потенциальную энергию при скручивании и отдавать её в виде кинетической энергии, вращающей движитель. Время работы и энергия двигателя зависят от длины и сечения жгута, сорта резины. Для увеличения крутящего момента резиномотора можно увеличить его сечение или подключить к редуктору, к тому же можно использовать несколько жгутов.
Величина крутящего момента резиномотора в зависимости от поперечного сечения жгута:
| Длина, см | Сечение жгута, см² | Крутящий момент, кг·см |
| --------- | ------------------ | ---------------------- |
| 30        | 0,24               | 0,100                  |
| 40        | 0,40               | 0,215                  |
| 45        | 0,56               | 0,356                  |
| 50        | 0,64               | 0,433                  |
| 55        | 0,80               | 0,800                  |

Резиномоторы используются в основном в авиамоделизме на миниатюрных самолётах весом от единиц (комнатные резиномоторные модели) до несколько сотен грамм (резиномоторные модели чемпионатного класса). Вращая воздушный винт, резиномотор помогает модели взлететь. Во времена СССР резиномоторные модели автомобилей строили все ребята, начинавшие заниматься в автомодельных кружках на станциях юных техников.